# Češnjica pri Kropi
Češnjica pri Kropi – wieś w Słowenii, w gminie Radovljica. W 2018 roku liczyła 102 mieszkańców.